# Spartak Ngjela
 (août 2025).
Spartak Ngjela, né le 11 juillet 1948 à Tirana, est un avocat, écrivain et homme politique albanais. Il a été ministre de la Justice dans le gouvernement de réconciliation nationale en 1997 et député au Parlement d'Albanie pendant deux mandats.

## Biographie

### Jeunesse et formation
Fils de Kiço Ngjela, ancien ministre du Commerce extérieur sous le régime communiste, Spartak Ngjela naît en 1948 à Tirana. Il sort diplômé de la faculté de droit de l’Université de Tirana en 1970.

### Carrière professionnelle
Après ses études, il travaille comme procureur à Vlorë (1970), puis à Durrës (1972). En 1973, il devient chercheur à l’Institut d’histoire à Tirana.

### Incarcération
En mars 1979, il est arrêté et condamné à 13 ans de prison pour « agitation et propagande contre le pouvoir populaire », conformément à l'article 36 du code pénal communiste. Il est détenu à la prison de Burrel jusqu’à sa libération en 1990,,.
Son père, également déchu par le régime en 1975, est accusé d’activités anti-parti et de collaboration avec des services de renseignement étrangers tels que l’UDBA, la CIA et le KGB.

### Reprise de la carrière
Après sa libération, Ngjela rouvre son cabinet d’avocat, actif entre 1991 et 1997.

### Carrière politique
Le 11 mars 1997, il est nommé ministre de la Justice dans le gouvernement de réconciliation nationale, poste qu’il occupe jusqu’au 25 juillet 1997.
En 2000, il est candidat du Parti démocratique à la mairie de Tirana, mais perd face à Edi Rama, alors soutenu par le Parti socialiste d'Albanie.
Il est ensuite élu député pour deux mandats consécutifs : de 2001 à 2005 (circonscription 38) avec 6 297 voix (51,0 %), puis de 2005 à 2009 (circonscription 41) avec 5 299 voix (38,1 %).
Durant son mandat, il est vice-président (2001–2003), puis président (2005–2006) de la Commission des affaires juridiques, de l'administration publique et des droits de l'homme.
Le 12 décembre 2008, il fonde le Parti Loi et Justice.

## Publications
Spartak Ngjela est également écrivain. Il est l’auteur de plusieurs ouvrages :
- Shpella e Vdekjes (roman, 1994)
- Helena R (roman, 1999)
- Reformë shqiptare : shmangia e karakterit tiranik të politikës (2006)
- Përkulja dhe rënia e tiranisë shqiptare 1957–2010 (2011)
- Pesë leksione për konstitucionalizmin (2015)
- Hakmarrja e një gruaje (roman, 2018)